# Edmond Duminy
Compléments
- Président de la Société nivernaise des lettres, sciences et arts

Edmond Duminy est un érudit nivernais né le 27 mars 1843 à La Charité-sur-Loire (Nièvre) et décédé en février 1926.
Il a été le président de la Société nivernaise des lettres, sciences et arts (1922-1926).

## Biographie
Né le 27 mars 1843 à La Charité-sur-Loire (Nièvre), Edmond Duminy est issu d’une vieille famille charitoise (son grand-père fut maire de la ville). 
Il passe une partie de son enfance à Châtillon-en-Bazois, où son père possède une vaste exploitation.
Après des études au séminaire de Pignelin, licencié en droit, il exerce le métier de notaire à Sully-sur-Loire puis à Cosne-sur-Loire. Il est ensuite nommé juge de paix à Saint-Pierre-le-Moûtier mais il donne sa démission. Il devient alors bibliothécaire-archiviste de la ville de Nevers (1896). Il le restera pendant trente ans, jusqu’à sa mort.    
Passionné par l’histoire de sa région natale, Edmond Duminy publie de multiples études dans diverses publications : Revue du Nivernais, Petit Charitois et, bien sûr, dans le bulletin de la Société nivernaise des lettres, sciences et arts – société savante dont il est devenu le président en février 1922. Un mois avant sa mort, il en préside pour la dernière fois la séance mensuelle.
Il meurt en février 1926 et est inhumé au cimetière de La Charité-sur-Loire.

## Publications
- Un procès criminel à Saint-Pierre-le-Moutier au XVIIIe siècle, 1893
- Reconnaissance par les habitants de La Charité des droits du prieur en 1667, 1896
- Prise de possession du prieuré de La Charité par Guillaume de Poitiers, 1896
- Notice sur la bibliothèque de Nevers, 1899
- Notes sur le passage des alliés dans le département de la Nièvre, 1905
- Le collège de Nevers, 1521-1860, 1907
- Henri de Saxe, chanoine de Nevers au XVe siècle, son testament, son inscription funéraire, 1908
- 1816 : passage de la Duchesse de Berry dans la Nièvre, 1911